# Doomsday (닥터 후)
"Doomsday" (KBS 방영 제목: 〈최후 심판의 날〉)는 영국의 SF 드라마 《닥터 후》 시즌 2의 열세 번째 에피소드이자 마지막 에피소드로, 2006년 7월 8일에 처음 방영되었다. 이전 에피소드인 "Army of Ghosts"와 최종화 2부작을 이룬다. 이 에피소드에서는 "The Parting of the Ways" 이후로 멸종될 줄로만 알았던 달렉과, "Rise of the Cybermen" / "The Age of Steel"의 평행 세계에서 되살아난 사이버맨이 또다시 지구에 나타나면서 벌어지는 이야기를 다루고 있다.
달렉과 사이버맨이 동시에 등장한다는 컨셉은 일찍이 1967년에 제안된 적이 있었으나 달렉을 창안한 테리 네이션이 거부하면서 무산되었다. 따라서 이 에피소드는 닥터 후 역사상 처음으로 두 종족간의 직접 대결을 다룬 에피소드인 것이다. 한편으로 닥터의 동행자인 로즈 타일러를 맡은 배우 빌리 파이퍼가 주연으로써는 마지막으로 출연하는 에피소드이며, 로즈의 전 남자친구이자 동행자인 미키 스미스 역의 노엘 클라크, 로즈의 어머니와 아버지 역의 카밀 코두리와 숀 딩월도 이 에피소드를 끝으로 조연 역할에서 물러난다. 또 이 에피소드의 촬영 작업은 "Rise of the Cybermen", "The Age of Steel" 에피소드와 더불어 2005년 11월부터 2006년 1월까지 진행하였다.
작중 배경은 영국 런던의 카나리 워프에 있다는 토치우드 기관을 주무대로 삼았다. 이곳을 중심으로 달렉과 사이버맨은 전지구적인 전투를 벌이고, 그 대재앙 속에서 인류는 파멸의 위기에 처한다. 닥터와 로즈 일행 그리고 미키는 이 상황을 반전시키기 위해 사투를 벌이게 되고 끝내 성공하지만, 그 과정에서 로즈와 닥터가 서로 다른 우주에 갇히며 안타까운 이별을 맞이하게 된다.
이 에피소드는 닥터 후 뉴 시즌이 시작된 이래 제일 큰 인기를 불러모았다. 2007년에는 휴고상 드라마 단편 부문에서 "Army of Ghosts"와 함께 후보로 지명되기도 하였다. 또 AI 시청률 조사 결과 89%에 달하면서 시즌 1의 "The Parting of the Ways"와 함께 드라마 사상 최고 시청률을 기록한 바 있다. 한편으로 대다수 평론가들은 달렉과 사이버맨 간의 대결, 닥터와 로즈의 이별 장면에 찬사를 보냈다.

## 줄거리
"Army of Ghosts"의 마지막 장면과 이어진다. 토치우드 기관 내부의 방 안에 로즈 타일러, 미키 스미스, 그리고 실험 담당자인 싱 박사가 모여있었는데, 방이 봉쇄되면서 갇히게 되고 그곳에 있던 '보이드선' 속에서 네 마리의 달렉이 나온다. 이들은 '제네시스 아크' (Genesis Ark)라는 수수께끼의 함도 같이 가지고 왔었다. 네 달렉 중에서 검은색 달렉은 자신을 '달렉 섹'이라 칭하고, 싱 박사에게 다가가 머릿속을 빨아들이며 지구의 정보를 습득한다. 싱 박사는 쓰러져 죽고, 달렉 섹은 또다른 종족의 침공이 진행되고 있다는 사실을 알게 된다. 그리고 달렉 테이라는 다른 달렉에게 그에 대해 조사할 것을 명한다. 한편 토치우드를 장악한 사이버맨들은 달렉 기술을 감지하고 달렉 테이와 대적하게 된다. 사이버맨은 연맹을 맺을 것을 제안하나 달렉은 단칼에 거절하고, 그 직후 벌어진 전투에서 사이버맨 두 명이 죽게 된다. 이에 사이버맨의 우두머리인 사이버리더는 달렉과의 전쟁을 선포한다.
그 사이 닥터와 재키, 그리고 하트맨 소장은 사이버맨들에게 붙잡혀 있었다. 이 중에서 닥터는 사이버리더가 달렉에 관해 쓸만한 정보를 알고 있다는 이유로 살려두게 되지만, 하트맨과 재키는 강제로 붙들려 사이버맨 개조실로 향한다. 하트맨 소장은 사이버맨으로 개조당하는 최후를 맞지만, 재키는 사이버맨들을 뿌리치고 계단으로 도망가서 살아남는다. 그런데 그때 한 무리의 군인들이 사이버맨들을 습격하고 사이버리더도 죽는다. 이들을 이끄는 대장은 다름 아닌 제이크 사이먼즈로, 예전에 닥터가 평행세계에서 만났던 저항군 일원이었다. 제이크는 자기도 사이버맨을 쫓아 이쪽 세계로 건너왔다고 말한다. 제이크는 목에 두르고 있던 기기를 이용해서 닥터를 평행세계 쪽의 토치우드 기관으로 데려간다. 그곳에서 닥터는 평행세계 쪽의 피트 타일러를 만나 어떻게 된 일인지를 듣는다. 닥터가 떠난 뒤 평행세계에서는 사이버맨을 공장에 봉인해 두었으나, 사람들이 사이버맨도 하나의 생명이라며 동정론이 확산되었고 그 사이 사이버맨들이 나름의 계획을 세워 한꺼번에 사라졌다고 한다. 그리고 그 과정에서 우주의 틈이 열리면서 평행세계에 전례없는 지구 온난화가 발생하였다고 한다. 이 말을 들은 닥터는 그것이 양쪽 우주의 지구가 보이드 공간으로 빨려들어가는 과정이 시작된 것이라고 짐작한다. 피트는 자기네 쪽의 지구가 파멸에 이르기 전에 틈새를 다시 막아달라고 닥터에게 부탁한다.
한편 로즈는 달렉들이 자신과 미키를 죽이지 않고 살려두는 것은 자신들로 하여금 제네시스 아크를 만지게 하여 가동시키려는 의도라고 추측한다. 달렉 섹 역시 제네시스 아크가 타임로드의 기술을 훔쳐 만든 것이기 때문에 달렉들이 열 수 없다고 말한다. 그리고는 로즈에게 아크를 열라고 요구하지만 로즈는 거절하고 오히려 조롱한다. 그 사이 닥터와 피트 일행이 다시 이쪽 세계로 넘어온다. 그리고 눈앞에 있는 달렉들이 다름 아닌 스카로 교단임을 깨닫고, 소닉 스크류드라이버를 써서 문을 고장내어 사이버맨이 방 안으로 들어오게 만든다. 사이버맨이 달렉들을 공격하는 사이 닥터 일행은 재빨리 탈출하려 하는데 그 과정에서 미키가 실수로 아크를 건드려서 가동시키게 된다. 이후 달렉들은 사이버맨들을 전부 무찌르고, 달렉 섹은 아크를 어디론가로 가져간다. 닥터 일행은 빌딩 안으로 도망친다. 그 와중에 재키는 사이버맨에게 잡혀 죽을 위기에 처하는데, 피트가 나서 구해내고 서로 포옹한다. 이후 닥터 일행은 관제실로 향하는데, 거기서 달렉들이 공중으로 날아올라 봉인됐던 아크를 해제하는 것을 목격한다. 타임로드 기술이란 것은 알고보니 바깥 모습보다 안쪽 공간을 더 크게 만드는 기술로, 시간 전쟁 당시에 가둬졌던 수백만 마리의 달렉들이 조그만 아크 안에서 쏟아져나오고 있었다. 밖으로 나온 달렉들은 지상에서 자신들을 공격하는 사이버맨들에 맞서 교전을 시작하고, 그 과정에서 시민들은 십자포화 속에 갇혀 피해다니다 하나둘씩 쓰러지기 시작한다.
닥터는 보이드를 건넌 사람의 몸에는 보이드 물질이 묻는다며, 틈을 열어서 에너지를 역전시키면 보이드 물질이 묻은 것은 뭐든지 그 속으로 다시 빨려나간다고 말한다. 달렉과 사이버맨도 물론 보이드를 통과해 왔으므로 이들을 싸그리 빼내버린 뒤 틈새를 닫으면 된다는 논리였다. 피트 일행은 원래 갖고있던 기기를 써서 평행세계로 넘어가기로 한다. 그리고 마지막으로 로즈는 틈새가 닫히면 닥터와 영원히 헤어진다는 생각에, 닥터의 만류에도 불구하고 결국 평행세계에서 다시 건너와 끝까지 닥터를 돕기로 한다. 한편 닥터의 계획을 알아챈 사이버맨이 닥터를 향해 진군하는데, 사이버맨으로 개조되었으나 자의식을 지키고 있었던 하트맨 소장이 이들을 공격해 막는다. 닥터와 로즈는 틈새를 열고 모든 사이버맨과 달렉이 빨려들어가는 사이 초강력 자석에 매달려 버틴다. 그런데 틈새를 여는 레버가 다시 뒤로 당겨지려 하자 로즈가 나서 마저 당기고, 어떻게든 버텨보려 하지만 결국 레버를 놓쳐 틈새로 빨려들어 간다. 그러나 마지막 순간에 피트가 다시 나타나 로즈를 붙잡고 순식간에 평행우주로 이동한다. 그와 동시에 틈새가 닫히고, 피트 일행이 썼던 차원이동 장치도 작동을 멈춘다. 그리고 평행세계에 영영 갇히게 된 로즈는 공황 상태에 빠진다. 닥터는 로즈가 사라진 그 벽에 귀를 갖다대고, 눈물을 흘리던 평행세계의 로즈도 똑같이 귀를 벽에 갖다대어 서로의 목소리를 들으려 한다.
그로부터 시간이 흐른 어느 날, 로즈는 꿈속에서 닥터의 목소리를 듣게 된다. 이에 로즈네 가족은 목소리를 따라 노르웨이의 어느 외딴 해안가에 다다른다. 그곳에서 로즈는 닥터의 홀로그램 형상을 마주한다. 닥터는 두 우주 사이에 마지막으로 남아있던 조그만 틈을 발견하고, 초신성의 동력을 써서 로즈를 보러 왔다고 밝힌다. 오랜만에 조우한 닥터와 이런저런 안부를 나누던 로즈는 마지막이라는 생각에 울음을 터뜨리며 닥터에게 사랑한다고 말한다. 닥터도 수긍하며 로즈에게 "이번이 마지막으로 말할 기회일 것 같은데"라며 로즈 타일러의 이름을 부른다. 그리고 그 다음 말을 전하려는 순간 틈이 봉인되면서 닥터의 형상이 사라진다. 타디스에 서 있던 닥터의 뺨 위로 눈물이 흐르고, 이젠 정말로 혼자 남겨진 로즈는 흐느낀다.
이후 평정심을 되찾은 닥터가 타디스를 조작하며 코스를 정한다. 그리고 타디스를 운전할 채비를 하는데, 갑자기 타디스 조종실 내에 왠 웨딩드레스를 입은 여인이 서 있는 것을 발견한다. 그 여인은 놀란 닥터를 두고 당신은 누구냐, 여긴 대체 어디냐고 따진다. 이에 "뭐야?"라고 되묻는 닥터의 모습과 함께, 그대로 다음 에피소드인 "The Runaway Bride"로 이어진다.